# Sigfrido di Lussemburgo
Sigfrido di Lussemburgo (tra il 922 e il 928 – 28 ottobre 998) è stato un nobile franco Conte di Moselgau e delle Ardenne, è considerato il primo conte di Lussemburgo ed il fondatore della Casata di Lussemburgo, un ramo cadetto della Casa delle Ardenne.

## Origine
La paternità di Sigfrido non è sicura, secondo alcune fonti era figlio del Conte di Bidgau, Vigerico, di cui non si conoscono gli ascendenti, che divenne Conte palatino di Lotaringia con Carlo III il Semplice, e di Cunegonda (figlia di Ermetrude, a sua volta, secondo la Genealogiae Comitum Flandriae, figlia del re dei Franchi occidentali, Luigi II il Balbo).
Sigfrido, figlio sicuramente di Cunegonda da parte materna era discendente di Carlo Magno (alla sesta generazione).
Per la paternità alcuni lo considerano figlio del secondo marito di Cunegonda, Ricwin di Verdun, mentre altri ancora, lo considerano figlio di un eventuale terzo marito di Cunegonda di cui non si conoscono né il nome né gli ascendenti.
Comunque la vicinanza con Vigerico di Bidgau ci fu, in quanto il futuro papa Gerberto di Aurillac, nella lettera n° XXXV delle Gerberti Epistolae, cita (Godefridum, patruumque eius Sigifridum) Sigfrido come zio paterno di Goffredo I di Verdun, nipote di Vigerico di Bidgau (Vigerico era il nonno).

## Biografia
Sigfrido ereditò dal padre terreni nell'Alta Lorena; secondo John Allyne Gade, nel suo Luxembourg in the Middle Ages (non consultato), le sue proprietà erano a Feulen, Hosingen, Monnerich Roussy e Berncastel
Sebbene usasse il titolo di Conte, tale titolo fu attribuito a Guglielmo, conte di Lussemburgo circa centocinquanta anni dopo. Nel centro dei suoi domini costruì il castello di Lussemburgo attorno alla quale si sviluppò l'omonima città, su un terreno di proprietà della abbazia di San Massimino di Treviri, come ci viene confermato dal documento n° 211 del Mittelrheinisches Urkundenbuch I. La proprietà del castello gli venne riconosciuta sempre nel documento n° 211, datato 17 aprile 963, dal vescovo di Colonia e Duca di Lotaringia, Bruno I di Colonia, fratello del re di Germania e imperatore, Ottone I.
Sigfrido (comitis Sigifridi fidelis nostri), nel 973 ricevette direttamente dall'imperatore Ottone I (Otto divina facente clementia imperator augustus) il titolo di advocatus del monastero di San Willibrod di Echternach come ci viene confermato dal documento n° 427 degli Ottonis I diplomata, del 15 marzo di quell'anno.
Nel 981, Sigfrido (Sigefridi comitis et rerum S Maximini advocatis), ricevette da Egberto, arcivescovo di Treviri (Ekebertus diuina fauente clementia Treuerice sedie archiepiscopus) il titolo di advocatus dell'abbazia di San Massimino di Treviri come ci viene confermato dal documento n° 255 del Mittelrheinisches Urkundenbuch I.
Sigfrido, nel 984, partecipò, assieme al Conte di Bidgau e Methingau, Goffredo ed altri alla conquista della città di Verdun, si impadronirono della città, allontanandone gli abitanticome ci riporta il Richeri Historiarum III. Venuto a conoscenza dell'accaduto il Re dei Franchi Occidentali, Lotario IV, ancora secondo il Richeri Historiarum III, nel 985, attaccò la Lotaringia e si impadronì della città di Verdun e Sigfrido venne fatto prigioniero assieme agli altri difensori,tra cui Goffredo, che l'aveva difesa valorosamente.
Sigfrido morì nel 998, secondo la Vitæ Heinrici et Cunegundis Imperatores il 28 ottobre (5 Kal Novembris Sigefridus Kunuz comes, pater Chunigundis imperatricis, obiit).

## Matrimonio e discendenza
Intorno al 950 Sigfrido aveva sposato Edvige di Nordgau (937-992) figlia del conte Eberardo IV di Nordgau e di Luitgarda di Lotaringia. Il matrimonio viene confermato da due documenti del Mittelrheinisches Urkundenbuch I: il primo è il n° 220, del 964, in cui Sigfrido cita la moglie assieme al figlio primogenito, Enrico (coniunx mea Hadewige, filiusque noster Henricus); il secondo è il n° 268, inerente ad una donazione, datata 993, in cui Sigfrido si cita insieme alla moglie (cum coniuge mea Hadewihe).
Sigfrido da Edvige ebbe 11 figli:
- Enrico[15] (prima del 964 - 1026), Conte di Lussemburgo e Duca di Baviera;
- Sigfrido († dopo il 985), il futuro papa Gerberto di Aurillac, nel 985, gli indirizzò la lettera n° XXXIV delle Gerberti Epistolae, (Sigifrido comitis filio)[18];
- Federico (circa 965 - 1019),  conte di Moselgau[19], sposato con Ermentrude di Gleiberg, figlia di Eriberto I, conte di Gleiberg e Ermentrude (Imizi) e padre dei conti di Lussemburgo Enrico II e Giselberto;
- Teodorico († 1047), vescovo di Metz[20];
- Adalberto († dopo il 1037), canonico di Treviri[20]
- una figlia, citata come sorella di Cunegonda e madre di Oda[14] sposata col conte Thietmar[21]
- Gisleberto[19] († a Pavia 1004);
- Cunegonda, sposata con Enrico II, imperatore del Sacro Romano Impero, come ci viene confermato dal Rodulfi Glabri, Historiarum Libri Quinque[22]
- Eve († 1040), sposata con Gerard, conte di Metz;
- Ermentrude, badessa;
- Liutgarda (965/70 – 14 maggio dopo il 1005), che, secondo gli Annales Egmundani, nel 980, alla presenza dell'Imperatore del Sacro Romano Impero, Ottone II di Sassonia, fu data in sposa all'erede della contea d'Olanda, Arnolfo d'Olanda[23].

## Ascendenza
|                         |   |                      | Genitori             |  |  | Nonni |  |  | Bisnonni |  |  | Trisnonni |  |
|                         |   |                      |                      |  |  |       |  |  | …        |  |  | …         |  |
|                         |   |                      |                      |  |  |       |  |  | …        |  |  | …         |  |
|                         |   | …                    |                      |  |  |       |  |  | …        |  |  |           |  |
| …                       |   |                      |                      |  |  |       |  |  | …        |  |  |           |  |
|                         |   | …                    | …                    |  |  |       |  |  |          |  |  |           |  |
|                         |   | …                    | …                    |  |  |       |  |  |          |  |  |           |  |
|                         |   | …                    | …                    |  |  |       |  |  |          |  |  |           |  |
| Vigerico di Bidgau      |   | …                    |                      |  |  |       |  |  |          |  |  |           |  |
|                         |   | …                    | …                    |  |  |       |  |  |          |  |  |           |  |
|                         |   | …                    | …                    |  |  |       |  |  |          |  |  |           |  |
|                         |   | …                    | …                    |  |  |       |  |  |          |  |  |           |  |
| …                       |   | …                    |                      |  |  |       |  |  |          |  |  |           |  |
|                         |   | …                    | …                    |  |  |       |  |  |          |  |  |           |  |
|                         |   | …                    | …                    |  |  |       |  |  |          |  |  |           |  |
|                         |   | …                    | …                    |  |  |       |  |  |          |  |  |           |  |
| Sigfrido di Lussemburgo |   | …                    |                      |  |  |       |  |  |          |  |  |           |  |
|                         | … | …                    |                      |  |  |       |  |  |          |  |  |           |  |
|                         | … | …                    |                      |  |  |       |  |  |          |  |  |           |  |
|                         | … | …                    |                      |  |  |       |  |  |          |  |  |           |  |
| …                       | … |                      |                      |  |  |       |  |  |          |  |  |           |  |
|                         |   | …                    | …                    |  |  |       |  |  |          |  |  |           |  |
|                         |   | …                    | …                    |  |  |       |  |  |          |  |  |           |  |
|                         |   | …                    | …                    |  |  |       |  |  |          |  |  |           |  |
| Cunegonda di Francia    |   | …                    |                      |  |  |       |  |  |          |  |  |           |  |
|                         |   | Luigi II di Francia  | Carlo il Calvo       |  |  |       |  |  |          |  |  |           |  |
|                         |   | Luigi II di Francia  | Carlo il Calvo       |  |  |       |  |  |          |  |  |           |  |
|                         |   | Luigi II di Francia  | Ermentrude d'Orléans |  |  |       |  |  |          |  |  |           |  |
| Ermentrude              |   | Luigi II di Francia  |                      |  |  |       |  |  |          |  |  |           |  |
|                         |   | Ansgarda di Borgogna | Arduino di Borgogna  |  |  |       |  |  |          |  |  |           |  |
|                         |   | Ansgarda di Borgogna | Arduino di Borgogna  |  |  |       |  |  |          |  |  |           |  |
|                         |   | Ansgarda di Borgogna | Wisemberga           |  |  |       |  |  |          |  |  |           |  |
|                         |   | Ansgarda di Borgogna |                      |  |  |       |  |  |          |  |  |           |  |

### Fonti primarie
- (LA)  Recueil des historiens des Gaules et de la France. Tome 9.
- (LA)  Monumenta Germaniae Historica, Scriptores, tomus III.
- (LA)  Monumenta Germaniae Historica, Scriptores, tomus IV.
- (LA)  Monumenta Germaniae Historica, Scriptores, tomus V.
- (LA)  Monumenta Germaniae Historica, Scriptores, tomus VII.
- (LA)  Monumenta Germaniae Historica, Scriptores, tomus IX.
- (LA)  Monumenta Germaniae Historica, Scriptores, tomus XVI.
- (LA)  Monumenta Germaniae Historica, Diplomata regum et imperatorumi Germaniae, tomus I, Conradi I. Heinrici I. et Ottonis I. diplomata.
- (LA)  Mittelrheinisches Urkundenbuch, I.

### Letteratura storiografica
- Austin Lane Poole, Germania: Enrico I e Ottone il Grande, in «Storia del mondo medievale», vol. IV, 1999, pp. 84–111
- Austin Lane Poole, Ottone II e Ottone III, in «Storia del mondo medievale», vol. IV, 1999, pp. 112–125
- Frederick Lewis Weis, Ancestral Roots of Certain American Colonists Who Came to America Before 1700, Lines: 100A-20, 100B-21, 143-19, 143-20